# Aaron Siskind
Aaron Siskind (Helsinki, 4 dicembre 1903 – Providence, 8 febbraio 1991) è stato un fotografo statunitense, figura emblematica nella fotografia astratta, di tipo espressionista, dopo il 1945.

## Biografia
Quinto di sei figli di una famiglia russa immigrata, dopo aver conseguito il diploma alla DeWitt Clinton High School, situata nel Bronx, Siskind si laureò in Scienze Sociali presso il City College di New York nel 1926, dove per 25 anni si dedicò all’insegnamento dell’inglese nelle scuole pubbliche della città.
In regalo per il suo matrimonio ricevette la sua prima macchina fotografica e durante il viaggio di nozze iniziò ad usarla e ne comprese il potenziale artistico. Siskind si iscrisse alla Photo League nel 1933, un’organizzazione di fotografi specializzata nella documentazione sociale e non commerciale, nelle cui file sono passati generazioni di fotografi come Margaret Bourke-White, Berenice Abbott, Lisette Model, Paul Strand, Nancy Newhall, Richard Avedon, Weegee, Robert Frank, Harold Feinstein, Ansel Adams, Edward Weston, Minor White, tra gli altri.
Dopo esserne diventato direttore, per tutti gli anni '30, si dedicò alla fotografia documentaristica ed in particolare alla vita nei quartieri di New York dovuta alla grande depressione, in seguito al crack della borsa del 1929 e che avrà effetti devastanti sull'economia americana e mondiale. Le foto di questo periodo saranno raccolte nel volume Harlem Document: Photographs, 1932-40.
Nel 1941, la sua mostra sulla serie di fotografie Old Houses of Bucks County, dove si mostravano immagini delle case tipiche della Contea di Bucks, storicamente costruite in forma particolare, provocò la protesta di molti componenti di Photo League, più attenti al racconto in termini documentari, ma trovò il sostegno di Mark Rothko, Franz Kline, Willem de Kooning ed altri artisti, che intravidero nell'opera di Siskind degli elementi non dissimili ai loro. Ciò determinò le sue dimissioni dal gruppo.
Nel 1950 Siskind incontrò Harry Callahan, quando entrambi insegnavano al Black Mountain College, e quest'ultimo riescì a convincerlo a raggiungerlo all'Illinois Institute of Technology, presso la facoltà di Design, quella che nel 1938 aveva fondato Lazlo Moholy-Nagy, dove rimase come docente fino al 1971.
Nel 1971 seguì il consiglio del collega ed amico Callahan, il quale aveva già lasciato l'ITT nel 1961, ed ha insegnato alla Rhode Island School of Design fino al 1976.

## Stile astratto

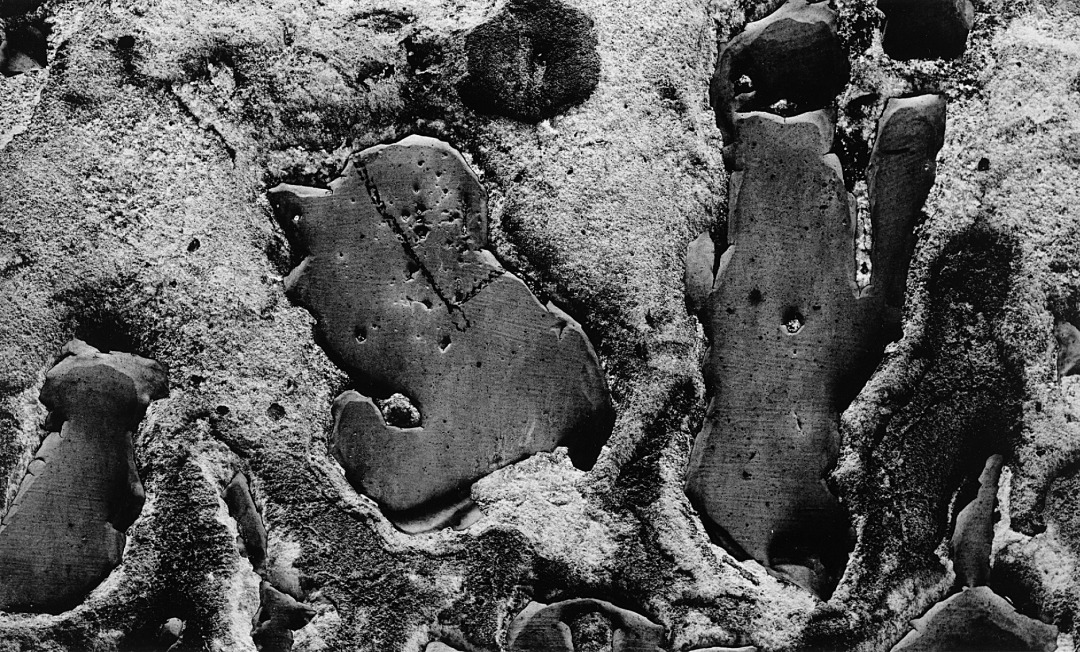
Senza titolo (due orme dei piedi), 1948

Abbandonato il realismo documentario, Siskind si concentrò maggiormente sul valore estetico della fotografia che privilegia l'esigenza creativa a quella espressamente narrativa. I suoi concetti, apparentemente semplificati, costituiscono una poetica che nasce dall'espressione della materia al suo stato naturale, primigenio, cioè nel momento stesso in cui il fotografo lo cattura. Le sue fotografie hanno spesso per soggetto frammenti, inquadratura di particolari che diventano composizioni autonome in grado di esaltare la natura bidimensionale del mezzo fotografico.
I soggetti sembrano essere di poco valore: muri e superfici urbane, oggetti di uso quotidiano, parti isolate di realtà, che ricomposte, servendosi di un insieme di segni e forme semplici, creando geometrie dalla forte rilevanza metaforica.
Le fotografie astratte di Siskind della fine degli anni Quaranta e dell'inizio degli anni Cinquanta furono una realtà importante nello sviluppo dell'arte d'avanguardia in America. Con questo suo lavoro, rifiutando la cosiddetta terza dimensione, egli smentiva l'idea che la fotografia fosse legata esclusivamente alla rappresentazione. Con questo concetto, l'opera di Siskind ha costituito un inestimabile collegamento tra il movimento documentaristico americano degli anni '30 e la fotografia più introspettiva emersa negli anni '50 e '60.
Proprio come i componenti del Gruppo f/64, egli ottenne i migliori risultati, anche quelli più drammatici, riprendendo i suoi soggetti a distanza ravvicinata. Nel giro di pochi anni si interessò, come un esploratore del mondo visivo, alle qualità astratte delle superfici bidimensionali come pavimenti, cartelloni pubblicitari e muri, in particolare quelli decadenti, così rovinati dagli agenti atmosferici. Questo tema fu realizzato in modo ancora più incisivo nella sua serie fotografica delle rovine dell'Arco di Costantino e l'Appia Antica a Roma, 1967.

## Pubblicazioni
- Aaron Siskind photographs, Horizon press - ASIN B07D5JC9BK
- Bucks County: Photographs of Early Architecture, Horizon Press, 1974 - ISBN 978-0818014161
- Places: Photographs, Farrar, Straus & Giroux Inc., 1980 - ISBN 978-0374514082
- Harlem Document: Photographs, 1932-40, Matrix Publishing Company, reprint, 1983 - ISBN 978-0936554068
- Road Trip: Photographs 1980-1988, 1989 - ASIN B00Z8EN4RO
- Aaron Siskind: The Fragmentation of Language, Robert Mann Gallery, 1997 - ASIN B000WTQ0GM
- Aaron Siskind: Another Photographic Reality, con Charles Traub, Univ of Texas Press, 2014 - ISBN 978-0292762916
- Aaron Siskind: Une autre réalité photographique, con Gilles Mora e Charles Traub, Hazan, 2014 - ISBN 978-2754107624